# إغوانة خضراء
الإغوانة الخضراء (الاسم العلمي: Iguana iguana) (بالإنجليزية: Green Iguana)‏ هي نوع من الزواحف تتبع جنس الإغوانة من الفصيلة الإغوانية. متوطنة في أمريكا الجنوبية والوسطى.